# Igor Radułow
Igor Walerjewicz Radułow (ros. Игорь Валерьевич Радулов; ur. 23 sierpnia 1982 w Niżnym Tagile) – rosyjski hokeista, reprezentant Rosji.
Jego brat Aleksandr także został hokeistą. W sezonie 2011/2012 obaj grali razem w Saławacie Jułajew Ufa, a w 2012/2013 w CSKA Moskwa.

## Kariera
- Torpedo 2 Jarosław (1998-2000)
- Łokomotiw 2 Jarosław (2000-2001)
  -  Kristałł Saratów (2000)
- Mississauga IceDogs (2001-2002)
- Norfolk Admirals (2002-2004)
- Chicago Blackhawks (2002, 2003-2004)
- Spartak Moskwa (2004-2006)
- Mietałłurg Nowokuźnieck (2006)
- HK Dmitrow (2006)
- Witiaź Czechow (2006-2009)
- Saławat Jułajew Ufa (2009)
- Mietałłurg Magnitogorsk (2009-2010)
- Siewierstal Czerepowiec (2010-2011)
- Witiaź Czechow (2011)
- Saławat Jułajew Ufa (2011-2012)
- CSKA Moskwa (2012-2013)
- Atłant Mytiszczi (2013-2014)
- HK Soczi (2014-2015)
- Spartak Moskwa (2015-2016)
- Jugra Chanty-Mansyjsk (2016)
- Siewierstal Czerepowiec (2016)

Wychowanek klubu Sputnik Niżny Tagił ze swojego rodzinnego miasta. Do National Hockey League był draftowany przez ten klub Chicago Blackhawks w 2000 z numerem 74 (w trzeciej rundzie). Od czerwca 2012 roku zawodnik CSKA Moskwa. Od maja 2013 w klubie Atłant Mytiszczi, związany dwuletnim kontraktem. Zwolniony w połowie grudnia 2014. Wówczas został zawodnikiem HK Soczi. Od czerwca 2015 zawodnik Spartaka Moskwa. Odszedł z klubu z końcem kwietnia 2016. Od maja do końca października 2016 zawodnik Jugry. Od listopada do grudnia 2016 ponownie zawodnik Siewierstali.

## Sukcesy
Klubowe
- Mistrzostwo dywizji AHL: 2003 z Norfolk Admirals
- Frank Mathers Trophy: 2003 z Norfolk Admirals
- Pierwsze miejsce w Dywizji Charłamowa: 2010 z Mietałłurgiem Magnitogorsk
- Pierwsze miejsce w Dywizji Tarasowa: 2013 z CSKA Moskwa

Indywidualne
- KHL (2012/2013): piąte miejsce w klasyfikacji zwycięskich goli meczowych w sezonie zasadniczym: 6 goli